# 大阪市立中央小学校

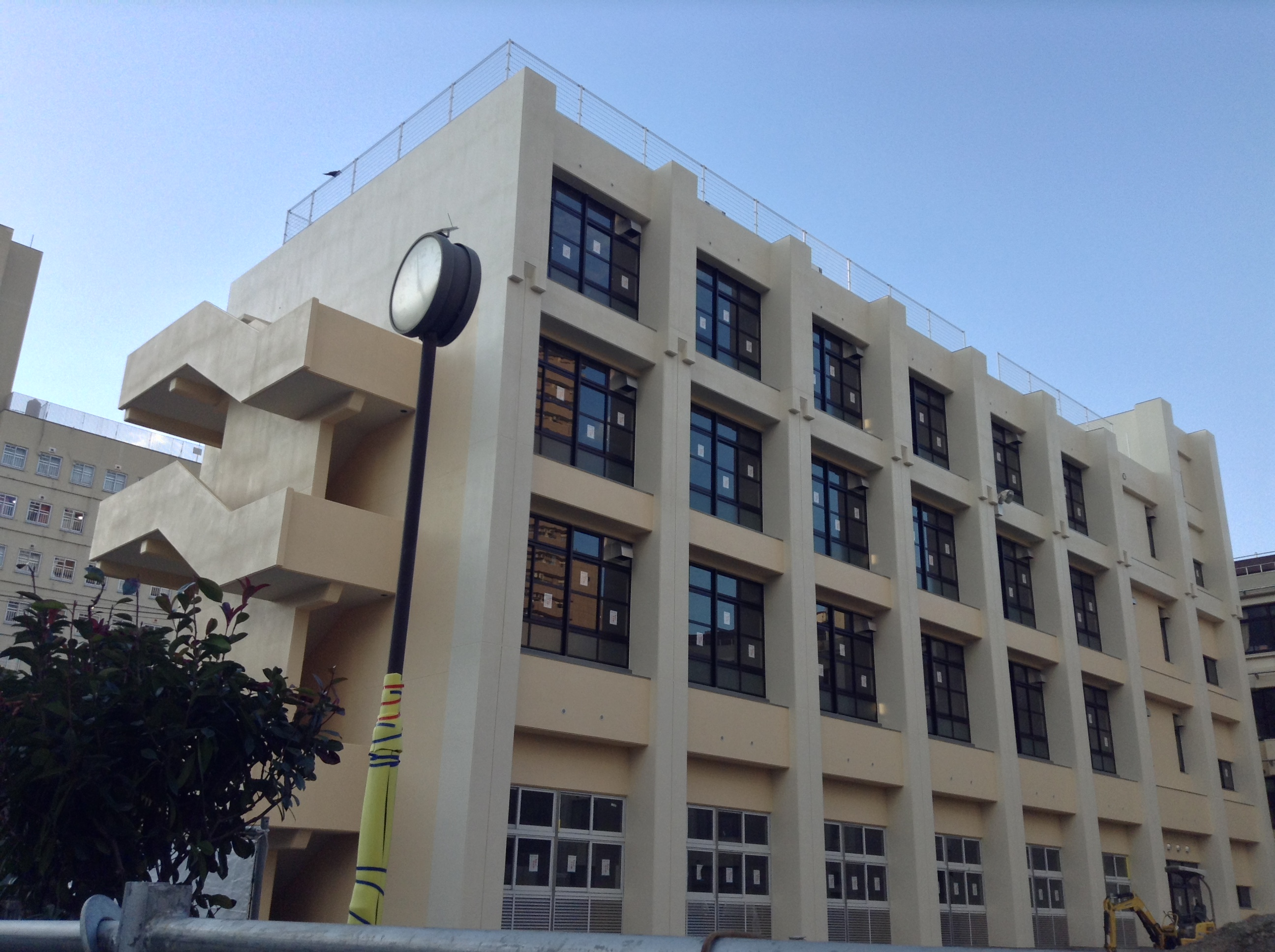
中央小学校 新校舎

大阪市立中央小学校（おおさかしりつ ちゅうおう しょうがっこう）は、大阪市中央区にある公立小学校。

## 概要
地域の少子化とドーナツ化に伴う児童数の減少により、従来の金甌（きんおう）・桃園（とうえん）・桃谷（ももだに）・東平（とうへい）の4小学校が統合して、1991年に創立した。4小学校の統合は、当時の日本では初めてだったとされている。

## 沿革
本項では前身校の沿革についてもまとめて記述する。

### 金甌尋常小学校
1872年の学制発布を受け、1873年に南大組第四区小学校（後の大阪市立金甌小学校）が開校した。
第四区（金甌）小学校は旧・常陸国土浦藩藩主土屋相模守蔵屋敷跡（現在の中央小学校所在地）に設置され、開校から閉校まで同じ場所に校舎があった。第四区小学校は1879年1月に瓦屋町小学校と改称したのち、1887年6月には南区金甌尋常小学校と称した。
1889年には大阪市の市制施行により、大阪市金甌尋常小学校となった。

### 桃園尋常小学校
金甌校の開校と同年の1873年には、南大組第三区小学校（のち大阪市立桃園小学校）も開校している。
第三区（桃園）小学校は1879年に万年小学校に改称し、1886年には南区桃園尋常小学校に改称している。1889年には大阪市の市制施行により大阪市桃園尋常小学校と称した。1895年には東新瓦屋町（最終所在地）の敷地へと移転している。
また、1874年3月15日には桃谷小学校が開校した。しかしこの時に設置された桃谷小学校は、1882年に万年小学校へ合併し廃校となっている。
桃園小学校では1908年、分離校を新設することになった。1908年4月に大阪市桃園第二尋常小学校（のち桃谷小学校）を開設した。これに伴い従来の桃園尋常小学校は、桃園第一尋常小学校へと改称している。
1939年には番号での呼称をやめ、大阪市桃園尋常小学校の名称へ変更している。

### 桃谷尋常小学校
1908年4月に桃園小学校より分離する形で、大阪市桃園第二尋常小学校（のち桃谷小学校）として開校した。学校敷地は、明治時代に廃校となった旧桃谷小学校の跡地を活用し、開校から閉校まで同じ場所に校舎があった。
1939年には番号での呼称をやめ、大阪市桃谷尋常小学校の名称へ変更している。

### 東平尋常小学校
1875年3月15日には当時の東成郡北平野町（町村制実施により東平野町）に、第五大区第一小区第二番小学校（北平野小学校）が開校している。北平野小学校は大阪市立生魂小学校および大阪市立東平小学校の前身校にあたる。
両校は1921年に分離したが、両校とも1875年を創立年と位置づけた。北平野小学校はのち東成郡東平野尋常高等小学校と改称し、1897年3月31日には大阪市への編入に伴い、大阪市東平野尋常高等小学校と称した。
東平野小学校は1919年に最終所在地の敷地へと移転している。1921年、東平野第一尋常小学校（大阪市立生魂小学校）と東平野第二尋常小学校の2校に分離した。東平野第二尋常小学校は1940年に東平尋常高等小学校へと改称している。

### 国民学校
1941年の国民学校令により、従来の小学校は国民学校に改められることになった。
これに伴い、金甌尋常小学校は大阪市金甌国民学校、桃園尋常高等小学校は大阪市桃園国民学校、桃谷尋常小学校は大阪市桃谷国民学校、東平尋常小学校は大阪市東平国民学校へ、それぞれ改称した。
大阪市の国民学校では1944年以降、児童の学童疎開が実施されることになった。縁故がないものなどは集団疎開を実施することにし、1944年9月以降疎開先に出発した。
大阪市では各行政区ごとに疎開先の府県を割り当てている。当時4国民学校が属した南区では滋賀県への疎開が割り当てられた。
金甌国民学校の児童は長浜市へ、桃園国民学校の児童は坂田郡息長村・坂田村（いずれも現在の米原市）へ、桃谷国民学校の児童は坂田郡鳥居本村（現在の彦根市鳥居本地区）へ、東平国民学校の児童は愛知郡葉枝見村・稲枝村（いずれも現在の彦根市）へ、それぞれ疎開した。

### 戦災の影響
1945年3月13日から14日にかけての第一次大阪大空襲では、南区は大きな被害を受けている。この空襲で東平国民学校の校舎が全焼している。
東平国民学校は終戦後休校となり、1946年4月1日付で桃谷国民学校へ統合された。
金甌国民学校の校舎は空襲被害を免れた。しかし金甌校の校舎は、空襲で天王寺区烏ヶ辻の校舎を全焼した大阪市立天王寺商業学校（1948年新制大阪市立天王寺商業高等学校）の校舎として転用されることになった。金甌校は休校となり、桃園国民学校へと統合された。

### 学校の復興
1947年の学制改革により、大阪市立桃園小学校・大阪市立桃谷小学校の2校が発足した。
また戦災からの復興に伴い、桃谷小学校より独立する形で1950年に大阪市立東平小学校が再開した。
一方、金甌小学校の校舎は1958年3月まで天王寺商業高等学校が使用していた。天王寺商業高等学校は1958年3月、元の場所に校舎を復興し、金甌校舎から退出した。
地域住民が小学校再開を要望していたことなどの背景があり、1958年4月に大阪市立金甌小学校が再開した。天王寺商業高等学校退出後の整備工事のため、再開後しばらくは桃園小学校内に仮校舎を設置していた。1958年5月に整備工事が完了し、元の校地に復帰している。

### 学校統合
1950年代以降には金甌・桃園・桃谷・東平の4校が地域にあったが、4校とも都心部のドーナツ化現象などを受け、1960年代後半頃からは児童数の減少傾向が深刻な問題となっていた。
そのため4小学校統合の話が具体化した。4小学校を統合するのは、学制改革による新制小学校制度の発足以降では大阪市で初となり、また当時の日本でも初めてだったとされる。中央小学校は旧金甌小学校敷地を転用した。中央小学校開校にあわせ、校舎を建て替えている。
旧桃園小学校跡は児童公園となっている。旧桃谷小学校跡は社会福祉会館となった。また旧東平小学校跡地の一部を転用し、高層マンションが建てられている。

### 年表
（中央小学校）
- 1991年4月1日 - 大阪市立中央小学校として、現在地に創立。
- 1992年 - 文部省から、学校週5日制の研究校に指定される。
- 2004年 - 全国学校体育研究最優秀校として表彰を受ける。
- 2005年 - 学校給食優良校として、文部科学大臣から表彰を受ける。
- 2008年 - ヒートアイランド対策モデル校に指定される。
- 2016年 - 新校舎完成。

（金甌小学校）
- 1873年5月6日 - 南大組第四区小学校として開校。
- 1879年1月 - 南区瓦屋町小学校と改称。
- 1887年6月 - 小学校令改正により、南区金甌尋常小学校と改称。
- 1889年 - 大阪市の市制施行により、大阪市金甌尋常小学校と改称。
- 1941年4月1日 - 国民学校令により、大阪市金甌国民学校と改称。
- 1944年9月 - 滋賀県へ集団疎開。
- 1945年10月 - 校舎を大阪市立天王寺商業学校（大阪市立天王寺商業高等学校）仮校舎へ転用。それに伴い桃園国民学校内に金甌校の仮校舎を設置。
- 1946年4月 - 休校。桃園国民学校（大阪市立桃園小学校）に統合される。
- 1958年4月1日 - 大阪市立金甌小学校として再開校。当初は校舎工事のため桃園小学校内に仮校舎を置く。
- 1958年5月 - 元の校地に復興移転。
- 1991年3月31日 - 閉校。中央小学校へ統合。

（桃園小学校）
- 1873年11月5日 - 南大組第三区小学校として開校。
- 1889年 - 大阪市桃園尋常小学校と改称。
- 1895年 - 南区東新瓦屋町（最終所在地）に移転。
- 1908年 - 大阪市桃園第二尋常小学校（のちの大阪市立桃谷小学校）を分離。大阪市桃園第一尋常小学校と改称。
- 1933年 - 室戸台風で被災。
- 1938年4月 - 高等科を併設。大阪市桃園第一尋常高等小学校と改称。
- 1939年9月 - 大阪市桃園尋常高等小学校と改称。
- 1941年4月1日 - 国民学校令により、大阪市桃園国民学校と改称。
- 1944年8月 - 滋賀県へ集団疎開。
- 1946年4月 - 太平洋戦争の戦災の混乱に伴い、金甌国民学校を統合。
- 1947年4月1日 - 学制改革により、大阪市立桃園小学校と改称。
- 1955年5月 - 大阪市学校図書館研究指定校として研究発表をおこなう。
- 1956年6月 - 大阪市視聴覚教育研究指定校として研究発表をおこなう。
- 1963年5月 - 交通安全モデル校として大阪市長賞を受賞する。
- 1987年 - 学校給食の運営・指導で文部大臣賞を受賞する。
- 1990年 - 大阪府警・大阪府交通安全協会より、多年の安全指導の功績で表彰を受ける。
- 1991年3月31日 - 閉校。中央小学校へ統合。

（桃谷小学校）
- 1908年12月31日 - 大阪市桃園第二尋常小学校として開校。大阪市桃園尋常小学校から分離。
- 1939年9月 - 大阪市桃谷尋常小学校と改称。
- 1941年4月1日 - 国民学校令により、大阪市桃谷国民学校と改称。
- 1944年9月 - 滋賀県へ集団疎開。
- 1946年 - 戦災により東平国民学校を統合。
- 1947年4月1日 - 学制改革により、大阪市立桃谷小学校と改称。
- 1960年12月 - 全日本健康優良学校大阪府1位を受賞。
- 1962年 - 児童標準服を制定。
- 1971年4月 - 肢体不自由児学級を開設。
- 1983年 - 大阪市教育委員会から、家庭科の研究校に指定される（1984年度までの2年間）。
- 1985年4月 - 病弱学級を設置。
- 1989年4月 - 大阪市教育委員会から、社会科の研究校に指定される（1990年度までの2年間）。
- 1991年3月31日 - 閉校。中央小学校へ統合。

（東平小学校）
- 1875年3月15日 - 第五大区第一小区第二番小学校として、当時の東成郡北平野町に創立。
- 1889年9月12日 - 東成郡公立東平野尋常高等小学校と改称。
- 1897年3月31日 - 大阪市への編入に伴い、大阪市東平野尋常高等小学校と改称。
- 1919年10月 - 東区東平野町2丁目（現在の中央区上本町西5丁目・最終所在地）に移転。
- 1921年5月3日 - 大阪市東平野第一尋常高等小学校（生魂小学校）と大阪市東平野第二尋常小学校（東平小学校）に分離。
- 1940年4月1日 - 大阪市東平尋常高等小学校と改称。
- 1941年4月1日 - 国民学校令により、大阪市東平国民学校と改称。
- 1944年9月 - 滋賀県へ集団疎開。
- 1945年3月14日 - 大阪大空襲で校舎全焼。
- 1946年4月1日 - 休校。桃谷国民学校へ合併。
- 1950年4月1日 - 大阪市立東平小学校として再開校。
- 1989年4月 - 大阪市教育委員会から、国語科の研究校に指定される。
- 1991年3月31日 - 閉校。中央小学校へ統合。

## 通学区域
- 大阪市中央区 安堂寺町・上本町西・谷町6-9丁目・松屋町・東平・上汐・瓦屋町・中寺・高津

卒業生は大阪市立上町中学校へ進学する。

## 出身者
旧・金甌小学校
- 山村雄一 - 臨床免疫学者・生化学者、第11代大阪大学総長・同大学名誉教授。
- 吉田昌郎 - 福島第一原子力発電所事故時福島第一原子力発電所長

旧・桃園小学校
- 直木三十五 - 作家

旧・東平小学校
- 服部良一 - 作曲家、旧グラウンド内に「青い山脈」の歌碑が建てられている。

## 交通
- Osaka Metro谷町線・長堀鶴見緑地線 谷町六丁目駅 4号出入口より南西へ約800m
- Osaka Metro谷町線・千日前線 谷町九丁目駅 2号出入口より北西へ約800m